# Auximella subdifficilis
Auximella subdifficilis là một loài nhện trong họ Amaurobiidae.
Loài này thuộc chi Auximella. Auximella subdifficilis được Cândido Firmino de Mello-Leitão miêu tả năm 1920.